# Rodrigo Guth
Rodrigo Guth (Curitiba, 10 novembre 2000) è un calciatore brasiliano con passaporto tedesco, difensore del Talleres (C).

## Biografia
Nato a Curitiba in Brasile, è anche in possesso del passaporto tedesco.

## Caratteristiche tecniche
Difensore centrale, può essere utilizzato anche da mediano.

## Carriera

### Club
Cresciuto nel Coritiba, il 31 agosto 2017 viene acquistato dall'Atalanta che lo aggrega al proprio settore giovanile. Con la formazione Primavera dei bergamaschi trascorre tre stagioni nelle quali conquista due campionati ed una supercoppa; nella stagione 2019-2020 partecipa alla UEFA Youth League giocando 7 incontri tutti da titolare e riceve anche alcune convocazioni in prima squadra senza però riuscire ad esordire.
Il 5 ottobre 2020 viene prestato al Pescara ed il 28 ottobre seguente debutta fra i professionisti giocando l'incontro di Coppa Italia perso 3-1 contro il Parma; termina la stagione collezionando 24 presenze nella serie cadetta.
Il 20 luglio 2021 passa in prestito al N.E.C., neopromosso in Eredivisie, con cui colleziona 24 presenze e un gol in tutto.
Il 21 luglio 2022 viene acquistato dal Fortuna Sittard.

### Nazionale
Nel 2017 con la nazionale Under-17 brasiliana partecipa al vittorioso campionato sudamericano ed al Mondiale di categoria. Nel 2018 gioca invece una partita con la nazionale Under-20.

## Statistiche

### Presenze e reti nei club
Statistiche aggiornate al 18 novembre 2023.
| Stagione               | Squadra                | Campionato             | Campionato | Campionato | Coppe nazionali | Coppe nazionali | Coppe nazionali | Coppe continentali | Coppe continentali | Coppe continentali | Altre coppe | Altre coppe | Altre coppe | Totale | Totale | Totale |
| Stagione               | Squadra                | Comp                   | Pres       | Reti       | Comp            | Pres            | Reti            | Comp               | Pres               | Reti               | Comp        | Pres        | Reti        | Pres   | Reti   |        |
| ---------------------- | ---------------------- | ---------------------- | ---------- | ---------- | --------------- | --------------- | --------------- | ------------------ | ------------------ | ------------------ | ----------- | ----------- | ----------- | ------ | ------ | ------ |
| 2020-2021              | Pescara                | B                      | 24         | 0          | CI              | 1               | 0               |                    | -                  | -                  |             | -           | -           | 25     | 0      |        |
| 2021-2022              | N.E.C.                 | ED                     | 20         | 1          | CO              | 4               | 0               |                    | -                  | -                  |             | -           | -           | 24     | 1      |        |
| 2022-2023              | Fortuna Sittard        | ED                     | 34         | 1          | CO              | 1               | 1               |                    | -                  | -                  |             | -           | -           | 35     | 2      |        |
| 2023-2024              | Fortuna Sittard        | ED                     | 12         | 1          | CO              | 1               | 0               |                    | -                  | -                  |             | -           | -           | 13     | 1      |        |
| Totale Fortuna Sittard | Totale Fortuna Sittard | Totale Fortuna Sittard | 46         | 2          |                 | 2               | 1               |                    | -                  | -                  | -           | -           | -           | 48     | 3      |        |
| Totale carriera        | Totale carriera        | Totale carriera        | 90         | 3          |                 | 7               | 1               |                    | -                  | -                  |             | -           | -           | 97     | 4      |        |

## Palmarès

### Club

#### Competizioni giovanili
- Campionato Primavera: 2

Atalanta: 2018-2019, 2019-2020
- Supercoppa Primavera: 1

Atalanta: 2019

### Nazionale
- Campionato sudamericano Under-17: 1

2017